# Красный Скотовод
Кра́сный Скотово́д — хутор в Пролетарском районе Ростовской области.
Входит в состав Николаевского сельского поселения.

## Население
| 2010 |
| ---- |
| 258  |

## Улицы
На хуторе имеются две улицы — Гагарина и Жукова.